# 月見草 (アルバム)
『月見草』（つきみそう）は、羊毛とおはなの8枚目のオリジナルアルバム。2011年10月25日にLD&K Recordsから発売された。

## 概要
リード曲の「月見草」は、デビュー前の2005年に制作されたもので、「一度きりの表現」や「自然」がテーマになっている。なお前作までは人称に「僕」を使用していたが、結局逃げでしかないと思ったため、「わたし」と「あなた」しか使っていない。 

## 収録曲
1. 月見草
作詞：千葉はな、作曲：市川和則
2. あなたが住む街へ
作詞・作曲：市川和則
3. 朝のプリズム
作詞・作曲：市川和則
レコーディング前に録音した仮歌が、そのまま採用されている[5]。
4. ミグラトリー
作詞・作曲：市川和則
5. 間違いと涙の跡
作詞・作曲：市川和則
6. ダイアリー
作詞・作曲：市川和則
7. 大きな木と小さな鳥
作詞：千葉はな、作曲：市川和則
8. ふたり日記
作詞・作曲：市川和則
9. どこにも行かないのに
作詞・作曲：市川和則
10. 折り紙の鳥たち
作詞：千葉はな、作曲：市川和則
11. 積み木の家
作詞：千葉はな、作曲：市川和則・鈴木惣一朗